# Vuelo 909 de Aeroflot
El vuelo 909 de Aeroflot era un vuelo nacional soviético programado durante la noche el 5/6 de marzo de 1976, realizado por un Ilyushin Il-18E registrado CCCP-74508. El avión perdió el control después de una falla eléctrica y se estrelló cerca de Vérjniaya Java, en la óblast de Vorónezh de la Unión Soviética. Los 111 a bordo murieron.

## Aeronave
El avión era un turbohélice Ilyushin Il-18E de cuatro motores construido en 1966.

## Accidente
La aeronave estaba en un vuelo nacional de pasajeros entre Moscú y Ereván en el nivel de vuelo 260 cuando una falla eléctrica inutilizó algunos de los instrumentos de la aeronave, incluida la brújula y los dos giroscopios principales. Algunas personas dicen que la aeronave puede haber chocado con un avión de entrenamiento militar que se había perdido durante un vuelo nocturno [ cita requerida ] . Eran 00:58 en la oscuridad y según la versión oficial sin horizonte natural debido a las nubes la tripulación se confundió con la orientación de la aeronave y se perdió el control y la aeronave se estrelló matando a todos a bordo. Sin embargo, varios expertos afirman que es difícil creer que una tripulación tan profesional pueda perder el control en estas circunstancias. Algunos informes muestran que siete murieron en el suelo.